# روبر پیشه
روبر پیشه (فرانسوی: Robert Piché‎؛ ‏ ۵ نوامبر ۱۹۵۲؛ ‏ نامش در انگلیسی رابرت پیشِـی تلفظ می‌شود) خلبان اهل کانادا است. در ۲۴ اوت ۲۰۰۱، او خلبان اول ایرباس ای۳۳۰ پرواز شمارهٔ ۲۳۶ ایر ترنست بود و موفق شد هواپیما را به دنبال از دست دادن تمامی موتورهای آن به‌دلیل اتمام سوخت، به‌سلامت در مجمع‌الجزایر آزور فرود آورد. تا تاریخ ژانویه ۲۰۲۳، این واقعه همچنان یک رکورد در پرواز بی‌موتور برای یک هواپیمای مسافربری باقی مانده‌است. پیشه و کمک خلبانش با آنکه مسبب مستقیم این سانحه نبودند و مسئولیتی در تعمیر و نگهداری نادرست که منجر به تخلیه سوخت شده بود، نداشتند اما به‌طور جزئی در بروز این حادثه مقصر شناخته شدند چرا که چک‌لیست اولیۀ پیش از پرواز را به‌طور کامل انجام نداده بودند.

## اوایل زندگی و تحصیلات
پیشه در شبه‌جزیره گاسپه در استان کبک بزرگ شد و در نوجوانی پرواز را آموخت. در سال ۱۹۷۳ از سیژپ دو شیکوتیمی با مدرک دانشگاهی در «خلبانی هواپیما» فارغ‌التحصیل شد.

## حرفه خلبانی
او پس از فارغ‌التحصیلی برای خطوط هوایی منطقه‌ای کار کرد تا اینکه کبک‌ایر او را تعلیق (اخراج موقت) کرد. او پس از اخراج به مشاغل عجیب و غریبی پرداخت از جمله قاچاق ماری‌جوانا با هواپیما به ایالات متحده آمریکا.
تا نوامبر ۱۹۸۳، پیشه ۱۶ ماه از محکومیت ۵ ساله خود را گذارنده بود که علتش کشف ماری‌جوآنا در هواپیمایی بود که او به تنهایی در یک فرودگاه کوچک در ایالت جورجیا فرود آورد و پُر از ماری‌جوآنای قاچاق از جامائیکا بود. او در ۲۰ مارس ۱۹۸۵ آزاد شد و در سال ۲۰۰۰ مورد عفو قرار گرفت و فردی اصلاح‌شده در نظر گرفته شد.
پیشه در سال ۱۹۹۵، در سن ۴۳ سالگی، به استخدام ایر ترنست درآمد. او به سرعت از کمک خلبانی به خلبان اولی لاکهید ال-۱۰۱۱ تری‌استار رسید و در بهار ۲۰۰۰ مسئول هدایت ایرباس ای۳۳۰ شد.
پیشه در ۱ اکتبر ۲۰۱۷، آخرین پرواز مسافربری رسمی خود را انجام داد. او پس از هدایت «پرواز تی.اس. ۶۰۵» از رم به مونترآل بازنشسته شد. اگرچه این آخرین پرواز رسمی مسافربری او بود، اما آخرین پرواز او در واقع برای ایر ترنست در ۱۲ اکتبر ۲۰۱۷ انجام شد، که طی آن، او یک ایرباس ای۳۳۰–۳۰۰ را در یک پرواز دیدزنی هوای برای گردشگران بر فراز شهر کبک از مبدأ و مقصدِ مونترال هدایت کرد. این پرواز جهت جمع‌آوری کمک مالی برای بنیاد او، «بنیاد روبر پیشه» انجام شد که به افراد معتاد به مواد مخدر و الکل کمک مالی (جهت ترک و بازتوانی) می‌کند.

## فرود اضطراری
شهرت روبر پیشه بابت فرود بی‌موتور اجباری یک فروند ایرباس ای۳۳۰ در مجمع‌الجزایر آزور است. او هواپیما را بدون موتور بیش از هر هواپیمای مسافربری دیگری در تاریخ هوانوردی در هوا لغزاند و با ابزار ناوبری بسیار محدودی که داشت، آن را به سلامت به زمین نشاند. او توانست هواپیما را با ۳۰۶ مسافر، در حالی که ۸ لاستیک آن ترکیده بود، تنها با تعداد اندکی جراحات جزئی در بین خدمه، با موفقیت فرود بیاورد. او در پاسخ به یک خبرنگار گفت که خودش را یک قهرمان نمی‌داند. یک فرود موفقیت‌آمیز دیگر هواپیمای بدون سوخت و موتور در کانادا، پرواز شمارهٔ ۱۴۳ ایر کانادا (مشهور به «هواپیمای بی‌موتور گیملی») در سال ۱۹۸۳ بود و مجلهٔ ونتی فر طی گزارشی دربارهٔ فرود موفقیت‌آمیز پرواز پرواز ۱۵۴۹ یو اس ایرویز در آب، به موفقیت پوشه هم مجدداً اشاره کرد.

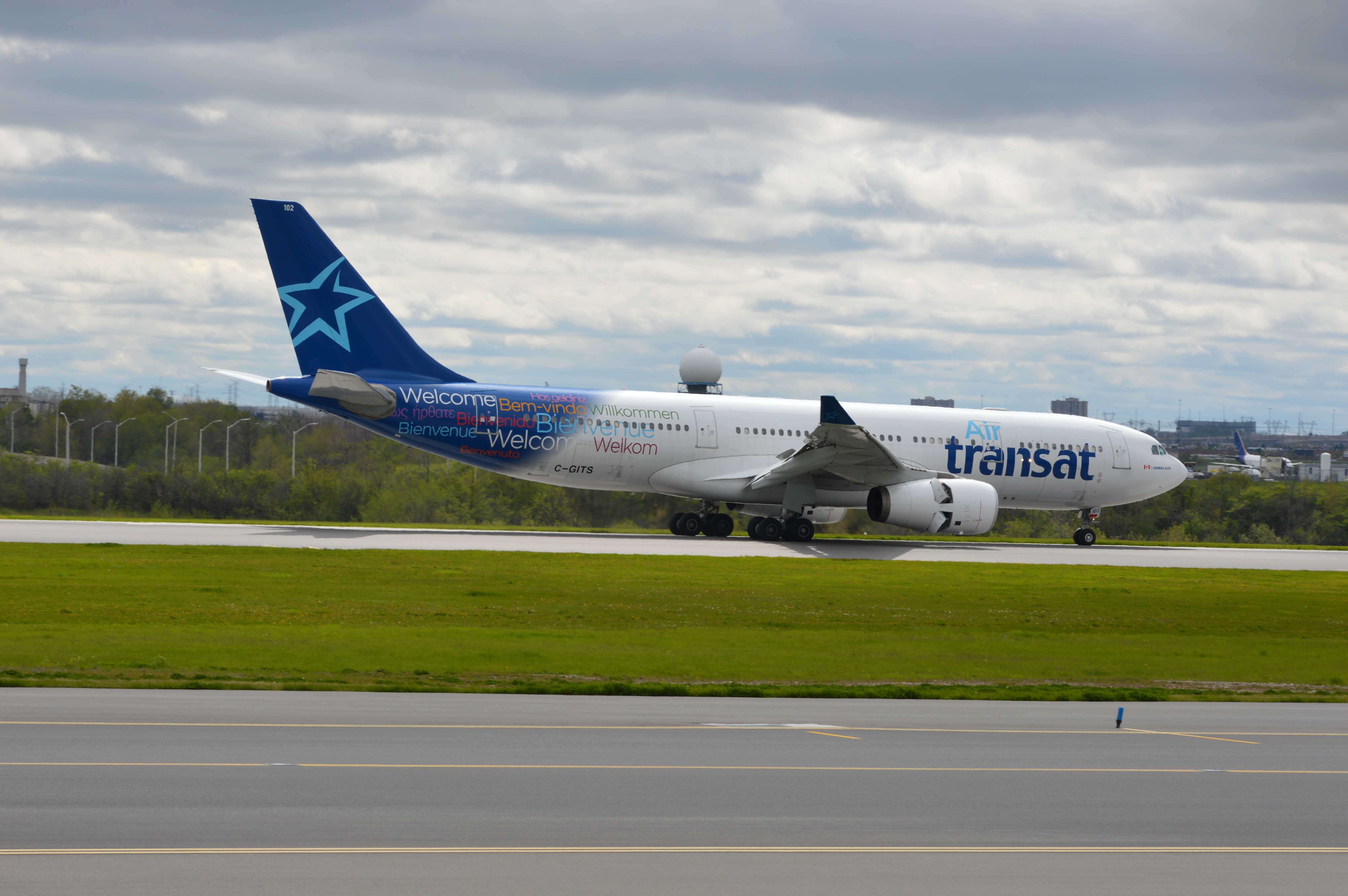
«گلایدر آزور» در فرودگاه بین‌المللی پیرسون تورنتو در سال ۲۰۱۶

علت اصلی این حادثه تعمیر و نگهداری نامناسب هواپیما بود که ناشی از نصب نادرست قطعه‌ای در سیستم هیدرولیک و در نتیجه، نشت سوخت بود. با این حال، تحقیقات نهایی همچنین خدمه پرواز را مسئول جزئی بروز سانحه به دلیل عدم شناسایی زودهنگام وضعیت سوخت دانست. مرور و بررسی دستگاه ضبط‌کنندهٔ صدای کابین خلبان نشان داد که خلبان هنگام تلاش برای بررسی و اصلاح عدم تعادل سوخت میان مخازن، از چک‌لیست اصلی آئین‌نامه‌ای استفاده نکرده‌است، که ممکن بود از نشت بیش از حد سوخت در یک طرف جلوگیری کند. خلبان همچنین سوخت را از موتور در حال کار و روشن، به موتور از کارافتاده منتقل کرد که بحران را تشدید کرد.
با وجود این، تمام رسانه‌ها پیشه را ستایش کردند و او چون یک قهرمان، مورد تجلیل قرار گرفت؛ به ویژه در کبک، که همچنان یک سخنران انگیزشی محبوب است. خلبانان باتجربه، پیشه را به خاطر عدم وحشت و دستپاچگی یا تلاش برای فرود هواپیمای مسافربری در دریا تحسین می‌کنند. «انجمن خلبانان خطوط هوایی» در سال ۲۰۰۲ «جایزه برتر پرواز» را به روبر پیشه به‌دلیل مهارت فوق‌العاده‌اش در اجرای موفقیت‌آمیز فرود بی‌موتور هواپیمای ایرباس ای۳۳۰ اهدا نمود.

## در فرهنگ عامه
داستان روبر پیشه در فیلم درام زندگی‌نامه‌ای پیشه: میان زمین و آسمان به تصویر کشیده شده‌است که با وقایع پرواز ۲۳۶ به اوج خود می‌رسد. بازیگر کانادایی میشل کُـته و پسرش ماکسیم لوفلاگه نقش پیشه را در این فیلم ایفا نموده‌اند. روبر پیشه همچنین در مجموعه تلویزیونی پیام اضطراری در قسمت «پرواز با باکِ خالی» به تصویر کشیده شده‌است.